# My Turn (Hoobastank)
My Turn è il primo singolo estratto dall'album "Fornever" degli Hoobastank. Può essere ascoltato nel sito ufficiale della band oltre che su iTunes.